# Distretto di Nowy Dwór Mazowiecki
Il distretto di Nowy Dwór Mazowiecki (in polacco powiat nowodworski) è un distretto polacco appartenente al voivodato della Masovia.

## Geografia antropica

### Suddivisioni amministrative
Il distretto comprende 6 comuni.
- Comuni urbani: Nowy Dwór Mazowiecki
- Comuni urbano-rurali: Nasielsk, Zakroczym
- Comuni rurali: Czosnów, Leoncin, Pomiechówek